# Clavus hottentotus
Clavus hottentotus é uma espécie de gastrópode do gênero Clavus, pertencente a família Drilliidae.